# 煩悩即菩提
煩悩即菩提（ぼんのう そく ぼだい）は、大乗仏教の概念の一つ。
生死即涅槃と対で語られる場合が多い。
悟り（菩提）とそれを妨げる迷い（煩悩）とは、ともに人間の本性の働きであり、煩悩がやがては悟りの縁となることである。

## 概要
原始仏教においては、煩悩を滅することに主題がおかれ、それにより覚りが得られるとされていた。
しかし、時代を経て大乗仏教の概念が発展すると、すべての衆生は何かしら欲求を持って生活せざるを得ず、したがって煩悩を完全に滅することは不可能と考えられるようになった。また煩悩があるからこそ悟りを求めようとする心、つまり菩提心も生まれると考えられるようになった。
したがって、煩悩と菩提は分けようとしても分けられず、相（あい）即（そく）して存在する。これらのように、二つであって、しかも二つではないもののことを而二不二（ににふに）という。これは維摩経に示される不二法門の一つでもある。
般若心経に「色即是空 空即是色」とある通り、この色（しき、物質的）の世界は、固定した実体や我がない空であり、それ自体がすべて真如のあらわれである。さらに、この空の世界が、そのままこの世に存在するすべてのものの姿である。したがって、煩悩の概念そのものがなければ、相対的な悟りの概念もない。また、悟りも悟りを妨げる煩悩もその本体は真実不変の真如のあらわれである。それゆえ、煩悩を離れて菩提は得られない。また逆に、菩提なくして煩悩から離れることはない。これを「煩悩即菩提」と言う。
なお、煩悩即菩提といえば、相対した矛盾する言葉が「即」でつながっていることから、「煩悩＝菩提」、煩悩がそのまま悟りである、と考えられやすいが、これは誤解であり、間違いである。天台本覚思想に走れば、現実の相対的二元論を忘れ、而二不二の考えを忘却し、本覚思想の絶対的一元論より「煩悩そのまま菩提」という風に直接肯定してしまうことになり、人々の愛欲や煩悩を増長し、退廃し、墮落することになるため、誤った解釈である。あくまでも紙一重、背中あわせで相対して存在しており、煩悩があるからこそ苦を招き、その苦を脱するため菩提を求める心も生じる、菩提があるからこそ煩悩を見つめることもできる、というのが煩悩即菩提の正しい語意である。
『大乗荘厳経論』随修品に「法性（ほっしょう）を離れて外に 別に諸法有ること無きに由り 是の故に是の如く説く 煩悩即ち菩提なりと」と説かれる。
「この泥があればこそ咲け蓮の花（与謝蕪村）」「蓮出汚泥（はすは、おでいよりいず）（即非如一）」「渋柿の渋味、そのまま甘味かな」は、煩悩即菩提の意味を端的に表現した言葉である。

## 親鸞による解釈
「正信念仏偈」上に「能発一念喜愛心 不断煩悩得涅槃」と示される。「よく教えを信じて、一念（非常に短い時間）で喜びの心を起こすことができるならば、煩悩をなくさないままに、煩悩の支配を受けない涅槃という境地に至ることができる」という意味である。この考えを説く親鸞の思想は「煩悩即菩提」の1つの典型例を示したものといえる。

## 日蓮による解釈
「四条金吾殿御返事」上に「欲をもはなれずして仏になり候ひける道の候ひけるぞ。普賢経に法華経の肝心を説きて候『煩悩を断ぜず五欲を離れず』等云云。天台大師の摩訶止観に云はく『煩悩即菩提、生死即涅槃』等云云。竜樹菩薩の大論に法華経の一代にすぐれていみじきやうを釈して云はく『譬えば大薬師の能く毒を変じて薬と為すが如し』等云云。『小薬師は薬を以て病を治す、大医は大毒をもって大重病を治す』等云云。」と示される。これは、煩悩を捨てずして仏になる道があるということである。我々の中にある様々な欲望や煩悩を毒に例えて、そういうものは捨てる必要はなく、むしろそれを使って薬にするのだと説かれている。

### 富士門流の解釈
富士門流で重視される書物である「就註法華経口伝（御義口伝）」上には、「今日蓮等の類南無妙法蓮華経と唱へ奉るは生死の闇を晴らして涅槃の智火明了なり。生死即涅槃と開覚するを『照は則ち闇生ぜず』と云ふなり。煩悩の薪を焼いて菩提の慧火現前するなり。煩悩即菩提と開覚するを『焼は則ち物生ぜす』とは云ふなり。爰を以て之を案ずるに、陳如は我等法華経の行者の煩悩即菩提・生死即涅槃を顕はしたり云云。」と示される。これは、煩悩を消し去るのではなくて、題目を唱えて逆にそれを燃料として燃やすことで菩提の智慧の炎が現れるということである。

## 注・出典
1. 1 2 3 4  仏教説話大系 (32).
2. 1 2 3  心の平安をもたらすブッダの教え.
3. 1 2 3  仏教をひらく言葉.
4. 1 2 3  日蓮聖人のこころと法華経の真髄.
5. 1 2 3 4  南無手帳―いのち咲く.
6. 1 2 3 4  釈尊になった空海.
7. 1 2 3  般若心経・金剛般若経.
8. 1 2  いちばんやさしい ブッダの教え.
9. 1 2 3 4  精選　ブッダのことば: 初期仏典を中心に厳選した、お釈迦さま珠玉の語録集.
10. ↑  大辞林 第三版.
11. 1 2 3  仏典のことば さとりへの十二講.
12. ↑  新国訳大蔵経 瑜伽・唯識部〈11〉.
13. ↑  「生きる力」としての仏教.
14. ↑  〈狂い〉と信仰　狂わなければ救われない.
15. ↑  岩波 仏教辞典.
16. ↑  平成新編日蓮大聖人御書, p. 1287.
17. ↑  『御義口伝』について知りたい。 | レファレンス協同データベース
18. ↑  島田裕巳 2022年8月31日午前9時51分のポスト
19. ↑  平成新編日蓮大聖人御書, p. 1721.